# Tarachidia albitermen
Tarachidia albitermen là một loài bướm đêm trong họ Noctuidae.